# Peix vela

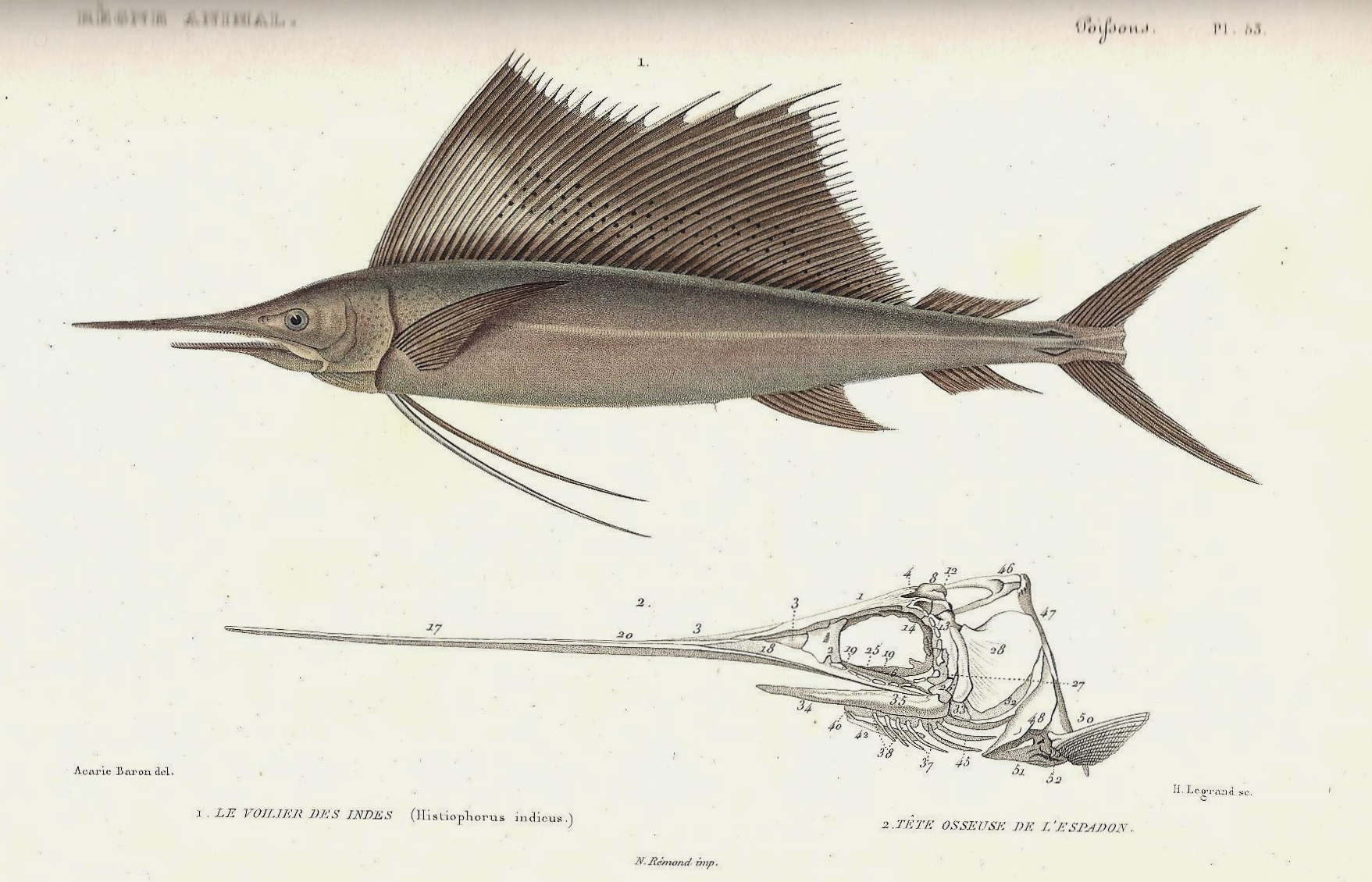
Dibuix d'un peix vela.

El peix vela del Pacífic (Istiophorus platypterus) viu a l'oceà Índic i a l'oceà Pacífic per la qual cosa també se'l coneix com a peix vela de l'Índic i peix vela oriental. És una de les dues espècies de peixos vela conegudes juntament amb el peix vela de l'Atlàntic. Es considera que el peix vela de l'Atlàntic és de menor grandària. Hi ha persones, però, que consideren que tots dos són la mateixa espècie.